# Lobidiopteryx letouzeyi
Lobidiopteryx letouzeyi är en fjärilsart som beskrevs av Claude Herbulot 1978. Lobidiopteryx letouzeyi ingår i släktet Lobidiopteryx och familjen mätare. Inga underarter finns listade i Catalogue of Life.